# Emeryville
Emeryville è una città degli Stati Uniti d'America, situata nella Contea di Alameda della California.
La città è nota per ospitare la sede dei Pixar Animation Studios.